# Nek Chand

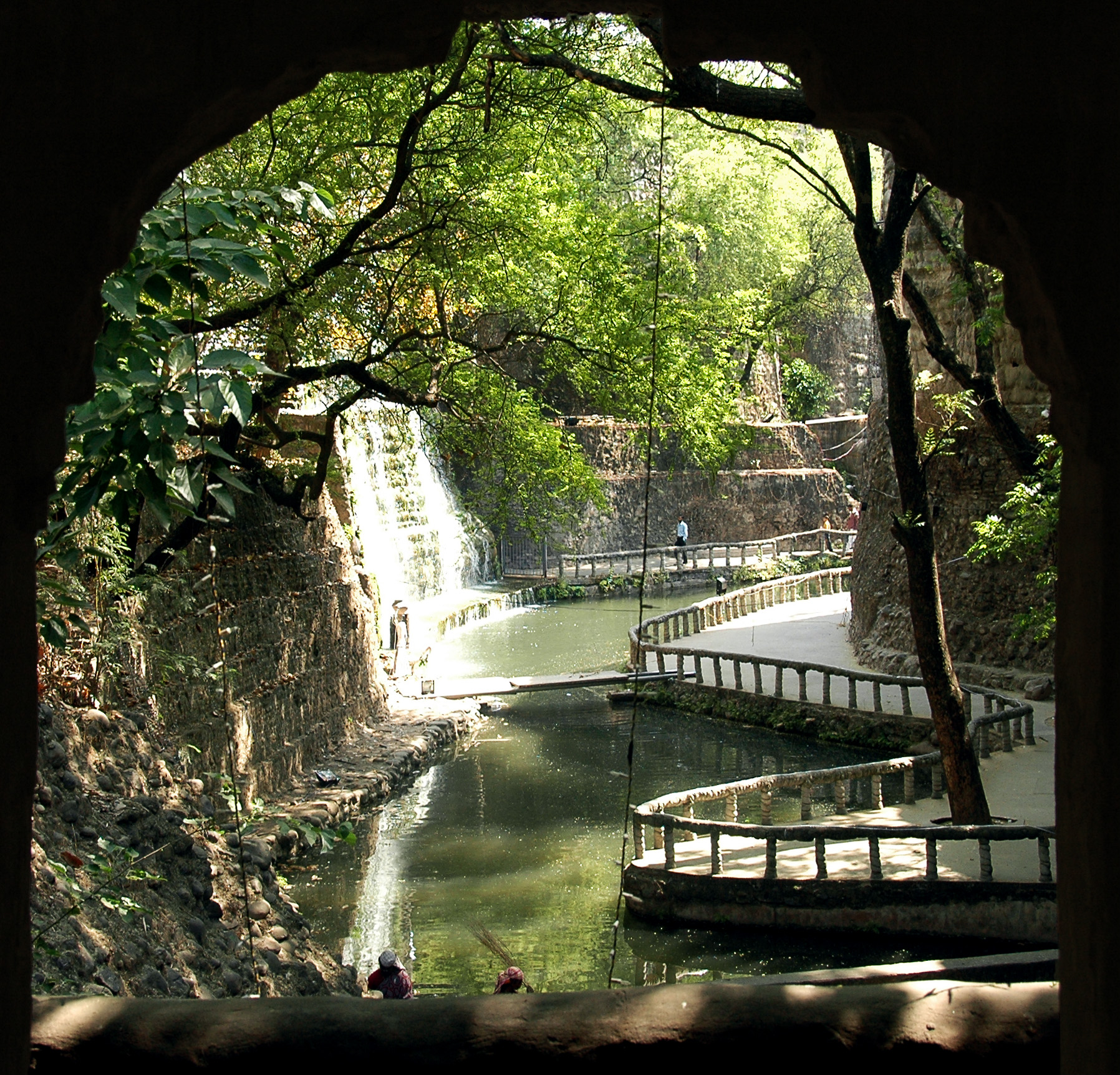
El Rock Garden de Chandigarh.

Nek Chand Saini (नेक चंद सैनी; 15 de desembre de 1924 – 12 de juny de 2015) és un artista marginal indi, famós per construir el Rock Garden de Chandigarh, un conjunt d'escultures, fetes de deixalles, en un parc d'unes dotze hectàrees a la ciutat de Chandigarh, Índia.
La seva família es va establir a Chandigarh el 1947, quan després del govern britànic, Pakistan es va separar de l'Índia i que el hindús van haver de fugir el nou estat. Chand hi va tenir treball com a inspector de camins per al ministeri d'obres públiques. El 1951 convidat pel primer primer ministre de l'Índia Jawaharlal Nehru, l'arquitecte francès d'origen suís Le Corbusier (1887-1965), hi feia enderrocar una vintena de pobles sencers per a construir la seva ciutat utòpica que va ser la primera ciutat planificada de l'Índia.
Chand va construir els jardins en uns terrenys oblidats de tots que els urbanistes havien reservat com a zona verda. Ho va fer com a iniciativa personal transportant materials de rebuig i dels pobles enderrocats amb bicicleta. També va crear moltes escultures amb la tècnica del trencadís. Chand va obrir el seu Rock Gardenel 1976.
Pertanyia aun nivell baix de l'estament dels Saini i va patir l'enveja de gent que no podia acceptar que un simple caminaire tingués tant d'èxit internacional. Als anys vuitanta, va ser amenaçada per un projecte d'autopista. Va ser salvat per una protesta popular que va poder aturar les esplanadores. Després de moltes peripècies burocràtiques i un plet al tribunal superior de Chandigarh que va guanyar el 1989, finalment va rebre suport oficial i va poder acabar l'obra, amb l'ajuda d'un èquip d'una cinquantena obrers. Quan el 1996 se'n va anar per un gir als Estats Units, una nit els seus adversaris van destruir moltes obres. En va seguir una protesta internacional i es va crear la Fundació Nek Chand per defendre l'obra contra l'administració hostil. Atreu centenars de visitants cada dia, malgrat que el 2005 sempre romania amenaçada per la poca consideració de les noves autoritats locals, i encara no el mencionaven als guies de turisme oficials.
Chand també va ser convidat a crear parcs en altres llocs del món i escultures seves van ser exposades a Europa i als Estats Units. El cineasta francès Philippe Lespinasse va realitzar tres pel·lícules sobre la vida i obra de Nek Chand: Royaume de dieux et de déesses (1994), Le Plus Grand Artiste du monde (2000) i Le Royaume de Nek Chand (2005).